# 鼩足獸屬

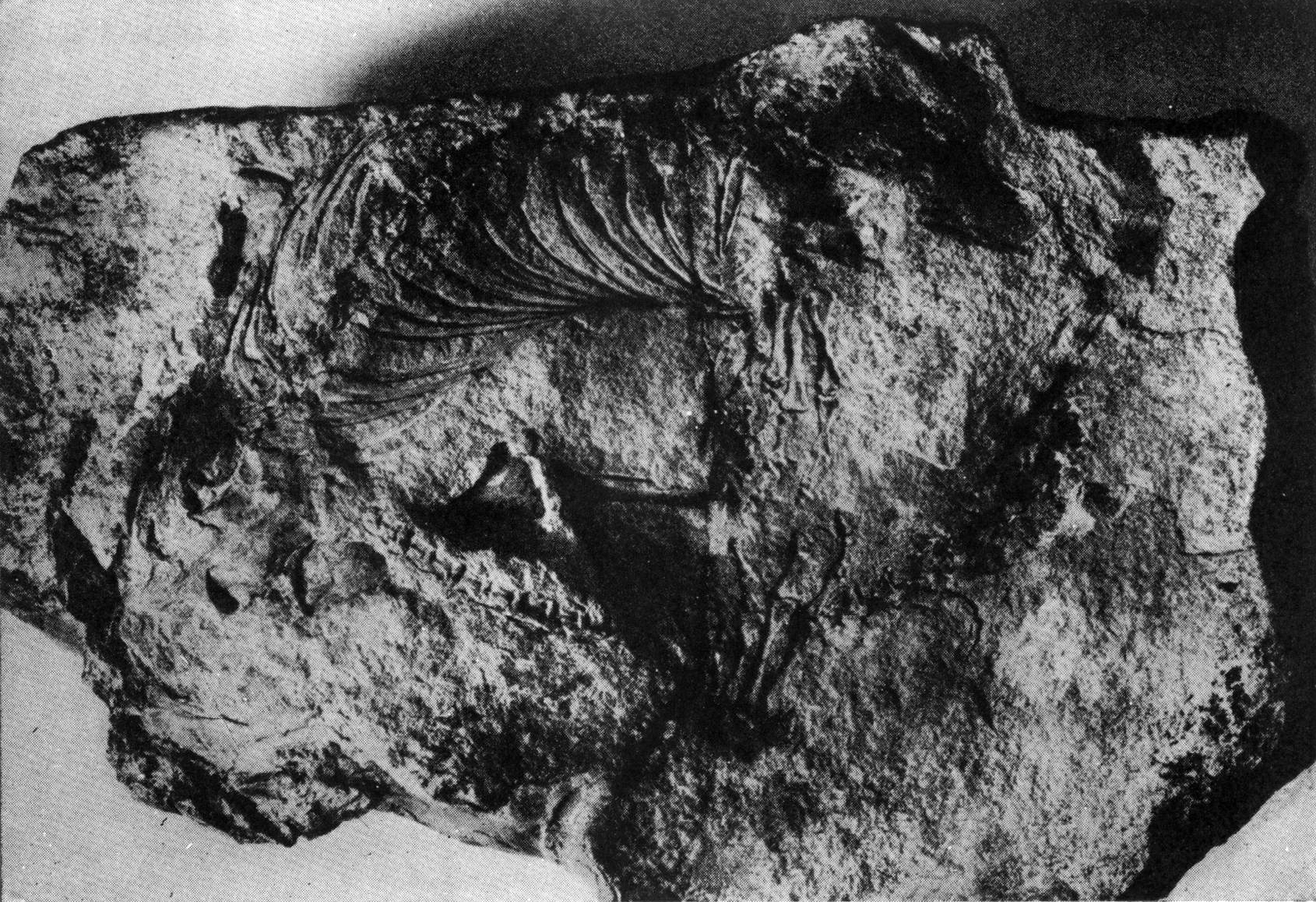
鼩足獸的標本

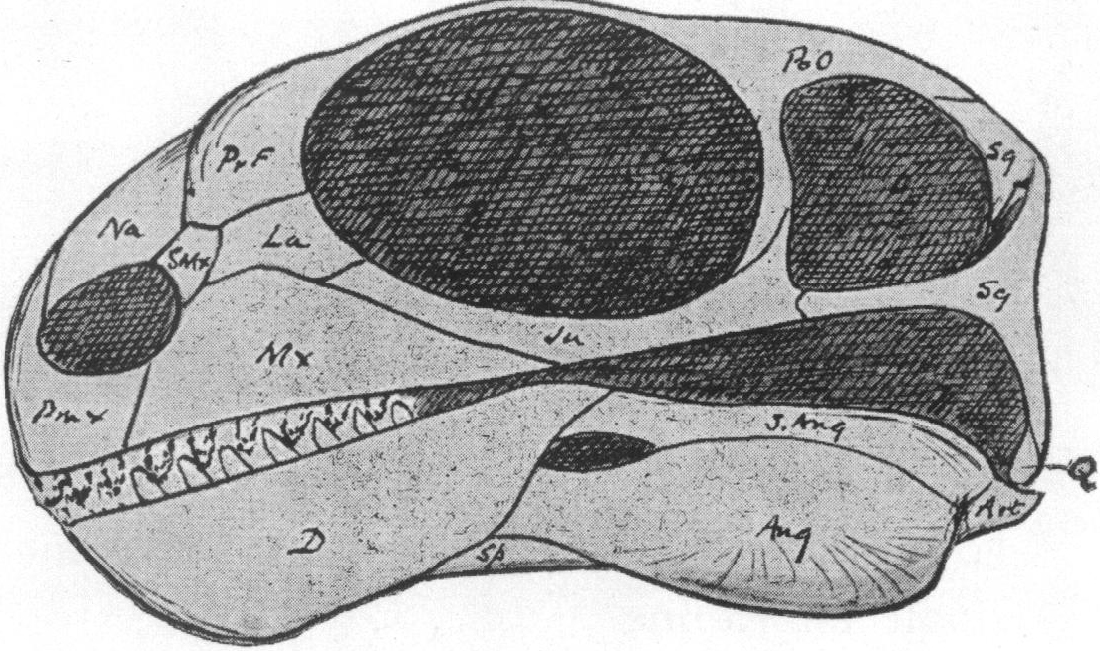
同一標本的頭部重建圖

鼩足獸屬（學名：Galepus）是已滅絕合弓綱的一屬，屬於異齒亞目的奔龍獸下目，生存於二疊紀中期的南非。